# ブラックバーン シーグレーブ
セグレイヴ
- 製造者：ブラックバーン社
- 原型機：サロ・セグレイヴ・メテオ I

ブラックバーン B1 セグレイヴ（Blackburn B-1 Segrave）は1930年代のイギリスの双発の4座席のツーリング機である。ブラックバーン・エアクラフトで製造された。英語の発音を日本語にするとセグレイヴとなるが、主に日本語ではシーグレーブと表記される。
レーシング・ドライバーで、自動車の速度記録を樹立したヘンリー・セグレイヴが設計した。双発の単葉機である。木製の試作機はサンダース・ローで、Saro Segrave Meteor Iという名前で製作された。試作機は1930年5月28日に初飛行したが、設計したセグレィヴが同じ年の6月13日に事故死したことで、開発が遅れた。イタリアのローマにデモ飛行し、ピアジオ P.12としてライセンス生産を行う契約が結ばれたが、2機がピアジオで製造されただけである。金属構造に改造した機体、2機がブラックバーン社で製造され、はじめブラックバーン CA.18の型式名で、後にB.1の型式名がつけられた。
ヨーロッパで受注をうけるためのデモ飛行を行ったが、ブラックバーンで、新しい単桁構造の主翼に改造してCA.20となった3機目が製造されただけで終わった。

## 運用歴
- Segrave Meteor (G-AAXP)：デモ飛行に使用された後1932年まで個人用に使用された。
- Segrave I (G-ABFP)：British Air Navigation Companyでチャーター便で使用後、個人用に売却、1934年に廃却された。
- Segrave I (G-ABFR)：1935年まで North Sea Aerial & General Transport Company、1938年までBritish Air Transport で使用。
- Segrave II (G-ACMI)：1934年に初飛行、ブラックバーンで1935年まで使用。

## スペック (Segrave I)
- 乗員: 4名
- 全長：8.69 m
- 全幅：12.04 m
- 全高：2.36 m
- 翼面積：21.37 m2
- 自重：1,019 kg
- 最大離陸重量：1,497 kg
- エンジン： 2× デハビランド ジプシー III、120 hp
- 最大速度：222 km/h
- 航続距離：724 km
- 最大到達高度：4,265 m